# James Chalmers (uppfinnare)
James Chalmers, född 2 februari 1782 i Arbroath, Skottland, död 26 augusti 1853, i Dundee, Skottland, var en skotsk uppfinnare, boktryckare och bokhandlare som, enligt hans sons mening, var uppfinnare av det självhäftande frimärket. Chalmers framlade 1834, tre år före Rowland Hills postreform, ett förslag till frankotecken i form av ett gummerat stämpelmärke, ett av de tidigare uppslagen till frimärket.

## Biografi
Chalmers utbildade sig som vävare, innan han, på rekommendation av sin bror, flyttade till Dundee 1809. Han etablerade sig som bokhandlare, skrivare och tidningsförläggare på Castle Street. Han är känd för att ha varit förläggare av "The Caledonien" redan 1822. Senare tjänade han som stadsråd och blev sammankallande av the Nine Incorporated Trades.
Som sådan beskrivs han som en förgörare av "drakar som fördröjer framsteg", kämpade upprepade gånger för Burghreformen och för upphävande av skatter på tidningar och tidningsannonser samt borttagande av punktskatten på papper.
Hans mest brinnande entusiasm var emellertid postreformen och från 1825 uppvaktade han myndigheterna för att få en snabbare postgång mellan Edinburgh och London genom att övertyga dem om att detta kunde göras utan extra kostnad. Efter flera år lyckades han skapa en tidsbesparing på nästan en dag i varje riktning.

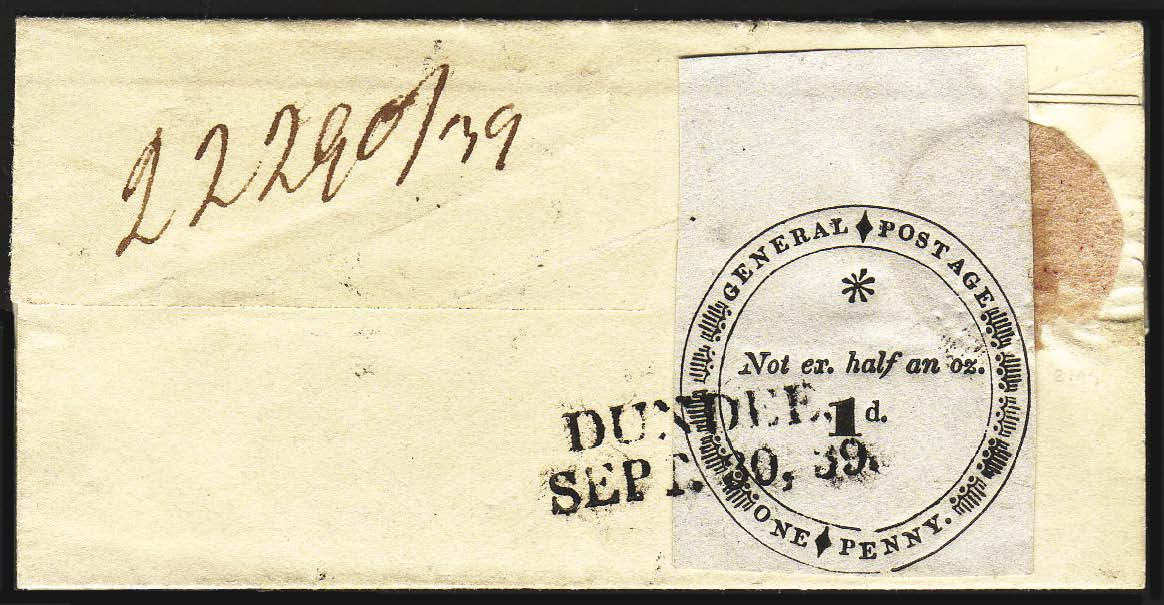
Förslag inlämnat av James Chalmers 30 september 1839.

I december 1837 skickade han ett brev till Robert Wallace, MP för Greenock, som beskrev hans förslag. Dessutom lämnade han in ett förslag om ett självhäftande frimärke och en annulleringsanordning, daterad 8 februari 1838. Detta innehöll också illustrationer av frimärken med en penny- och tvåpence-värden. Han föredrog att inte använda kuvert till ett brev, eftersom varje extra ark medförde en extra kostnad. Istället föreslog han att en "slip" eller frimärke skulle kunna försegla ett brev.
Hans son, Patrick Chalmers, född 26 juli 1819 i Dundee, död 3 oktober 1891 i Wimbledon, Surrey, skrev många artiklar som försökte framhäva sin fars andel i arbetet med postreformen och som uppfinnare av det självhäftande frimärket. Hans bok Robert Wallace MP and James Chalmers, de skotska postreformatorerna publicerades 1890. Patrick Chalmers dotter, Leah Chalmers, skrev en bok, How the adhesive postage stamp was born, som publicerades 1939. År 1971 publicerades ännu en bok om James Chalmers, James Chalmers Inventor of the adhesive postage stamp. Medförfattaren William J Smith var direktör för David Winter & Sons Ltd (efterträdare till tryckföretaget James Chalmers). Charles Chalmers hade efterträtt sin far James i tryckverksamheten 1853. Charles tog med David Winter i partnerskap 1868 och lämnade verksamheten till honom vid sin död 1872. Tryckföretaget bytte namn till David Winter & Son. Alla dessa böcker hävdar att James Chalmers var först med att ge förslag till ett frimärke i augusti 1834 men inga bevis för detta finns i någon av böckerna.